# Jemma Redgrave
Jemima Rebecca "Jemma" Redgrave (Londres, Anglaterra, 14 de gener de 1965) és una actriu anglesa.

## Biografia
Integrant de la quarta generació de la dinastia d'actors Redgrave. Neta de Sir Michael Redgrave i Rachel Kempson, és la filla de Corin Redgrave i Deirdre Hamilton-Hill. El seu germà és Luke Redgrave i els seus dos germanastres Arden i Harvey Redgrave. És neboda de Vanessa Redgrave i Lynn Redgrave i cosina de Joely Richardson, Carlo Nero i Natasha Richardson.
Va ingressar a la Royal Academy of Dramatic Art i va actuar en teatre a Tres germanes d'Anton Txékhov el 1985 al costat dels seus oncles Vanessa i Lynn.
Es va donar a conèixer com a Eve Granger a Cold Blood, de la televisió britànica i com la Dra. Eleanor Bramwell a Bramwell, i Eleanor a The Buddha of Suburbia.
En teatre actua en la temporada 2009 a The Great Game al Tricycle Theatre de Londres.

## Filmografia
- A Time to Die (1988) - Violette Charbonneau
- Tales of the Unexpected
- Dream Demon (1988) - Diana
- The Trials of Oz (1991, TV) - Caroline Coon
- Howards End (1992) - Evie Wilcox
- The Buddha of Suburbia (1993, TV) - Eleanor
- Bramwell (1995 TV) - Dr. Eleanor Bramwell
- Bramwell II (1996, TV minisèrie) - Dr. Eleanor Bramwell
- Bramwell III (1997, TV minisèrie) - Dr. Eleanor Bramwell
- Bramwell IV (1998, TV minisèrie) - Dr. Eleanor Bramwell
- Bramwell: Our Brave Boys (1998, telefilm) - Dr. Eleanor Bramwell
- Bramwell: Loose Women (1998, telefilm) - Dr. Eleanor Bramwell
- Mosley (1998, TV) - Cimmie Curzon
- The Acid House (1998)
- Bramwell V (2000, sèrie) - Dr. Eleanor Bramwell
- Blue Murder (2000, TV) - Gale
- Fish (2000, sèrie) - Joanna Morgan
- Judge John Deed (2001, sèrie) - Francesca Rochester
- The Swap (2002) - Jen Forrester
- My Family (sèrie)
- I'll Be There (2003) - Rebecca Edmonds
- The Inspector Lynley Mysteries (TV, sèrie)
- Amnesia (2004, TV) - Jenna Dean
- The Grid (2004, TV minisèrie) - MI6 Agent Emily Tuthill
- Tom Brown's Schooldays (2005, TV) - Mary Arnold
- Like Father Like Son (2005, TV) - Dee Stanton
- Lassie (2005) - Daisy
- Inspector Lewis (2006, TV) - Trudi Griffon
- Mansfield Park (2007, TV) - Mrs. Bertram
- The Relief of Belsen (2007, TV docudrama) - Jean McFarlane
- Waking The Dead (2007, TV sèrie) - Sophie Harris
- Marple: Murder is Easy (2008, telefilm) - Jessie Humbleby
- Doctor Who (2012-2013) - Kate Stewart - 2 capítols (The Power of Three i The Day of the Doctor)